# Агуэра
Агуэра или Лагуира (араб. الكويرة‎, фр. Lagouira, исп. La Agüera) — самый южный город Западной Сахары. Название происходит от слова gwēra (уменьш. от gūr), что в переводе с хасанского диалекта арабского языка означает невысокие горы.
Город расположен на побережье Атлантического океана в южной части полуострова Рас-Нуадибу юго-западнее Нуадибу. Населённый пункт был образован испанскими властями в 1920 году после договора 1912 года о разграничении полуострова с Францией. С 1924 года Агуэра стала административно относиться к испанскому владению Рио-де-Оро. После эпохи колониализма Западная Сахара стала местом территориального конфликта. 20 декабря 1975 года мавританские войска оккупировали испанскую часть Рас-Нуадибу, однако в 1979 году вывели войска со спорных территорий. Тем не менее, на город претендуют Марокко и организация Полисарио.
Агуэра расположена южнее Марокканской стены, однако, в городе нет ни марокканских войск, ни формирований Полисарио, хотя военные корабли Марокко патрулируют воды вблизи полуострова, а мавританские военные находятся в принадлежащей Мавритании восточной части Рас-Нуадибу. Агуэра в настоящее время представляет собой рыбацкий населённый пункт с 3726 жителями (по данным на 2004 год).

## Города-побратимы
- Эль-Пуэрто-де-Санта-Мария, Андалусия, Испания
- Пительо, Тоскана, Италия